# UTC+3
| Ora standard (tot anul) Ora standard (iarna din emisfera nordică) Ora standard (iarna din emisfera sudică) | Regiune maritimă în acest fus orar Ora de vară (vara din emisfera nordică) Ora de vară (vara din emisfera sudică) |

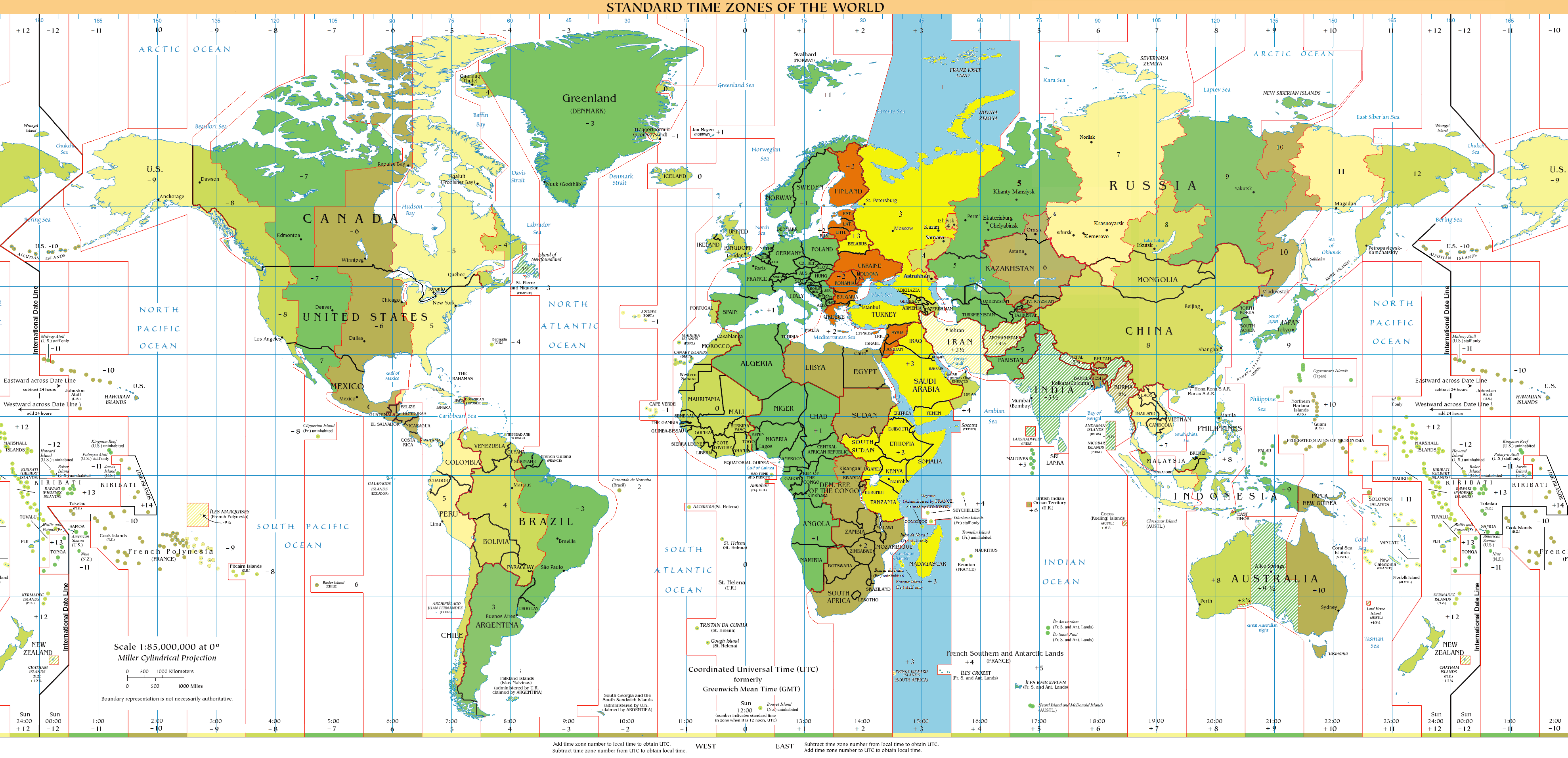
Utilizarea fusului orar UTC+3:

UTC+3 este un fus orar aflat cu 3 ore înainte UTC. În țările africane UTC+3 este denumită East Africa Time (EAT), în Europa ora de vară a Europei de Est (EEST - Eastern European Summer Time), iar în țările arabe Arabia Standard Time (AST). UTC+3 este folosit în următoarele țări și teritorii:

## Ora standard (tot anul)
Ora de Kaliningrad: UTC+3 (MSK−1)
     Ora de Moscova: UTC+4 (MSK)
     Ora de Samara: UTC+5 (MSK+1; nefolosit)
     Ora de Ekaterinburg UTC+6 (MSK+2)
     Ora de Omsk: UTC+7 (MSK+3)
     Ora de Krasnoiarsk: UTC+8 (MSK+4)
     Ora de Irkutsk: UTC+9 (MSK+5)
     Ora de Iakutsk: UTC+10 (MSK+6)
     Ora de Vladivostok: UTC+11 (MSK+7)
     Ora de Magadan: UTC+12 (MSK+8)
- Arabia Saudită
- Bahrein
- Belarus
- Comore
- Djibouti
- Eritreea
- Etiopia
- Franța
  -  Bassas da India (nelocuit)
  -  Insula Europa (nelocuit)
  -  Juan de Nova (nelocuit)
  -  Mayotte
- Iordania
- Irak
- Kenya
- Kuweit
- Madagascar
- Republica Moldova
  -  Transnistria
- Qatar
- Rusia (USZ1 - Kaliningradskoye vremya / Калининградское время)
  -  Regiunea Kaliningrad[1]
- Siria
- Somalia
- Sudan
- Sudanul de Sud
- Tanzania
- Turcia
- Uganda
- Yemen

## Ora de vară (vara din emisfera nordică)
- Bulgaria
- Cipru (cu  Ciprul de Nord)
- Estonia
- Finlanda (cu  Åland)
- Grecia
- Israel
- Letonia
- Liban
- Lituania
- Republica Moldova (fără  Transnistria)
- Palestina
- Regatul Unit
  -  Akrotiri și Dhekelia
- România
- Ucraina

În iarna aceste regiuni folosesc fusul orar UTC+2.